# Ганушув
Ганушув (пол. Hanuszów, нім. Hannsdorf) — село в Польщі, у гміні Ниса Ниського повіту Опольського воєводства.
Населення — 157 осіб (2011).

## Демографія
Демографічна структура станом на 31 березня 2011 року:
|          | Загалом | Допрацездатний вік | Працездатний вік | Постпрацездатний вік |
| -------- | ------- | ------------------ | ---------------- | -------------------- |
| Чоловіки | 76      | 19                 | 49               | 8                    |
| Жінки    | 81      | 18                 | 49               | 14                   |
| Разом    | 157     | 37                 | 98               | 22                   |